# Élections législatives japonaises de 2012
Les 46e élections à la Chambre des représentants (第46回衆議院議員総選挙, Dai-yonjūrokkai Shūgiin-giin sōsenkyo) ont eu lieu au Japon le 16 décembre 2012, neuf mois avant la fin officielle de la législature.
Ces élections parlementaires sont intervenues dans un contexte politique difficile, le pays ayant connu six Premiers ministres en seulement six ans, depuis 2006, tandis que les deux principaux partis, le Parti démocrate du Japon (PDJ) au pouvoir depuis 2009 et le Parti libéral-démocrate (PLD) qui a presque toujours gouverné auparavant, ont connu de nombreuses défections et dissidences aboutissant à un éclatement du paysage politique.
La Chambre des représentants fut dissoute le 16 novembre 2012, par l'empereur Akihito, et ce, sur la proposition du Premier ministre Yoshihiko Noda,.
Le scrutin est marqué par une forte sanction à l'égard du PDJ, qui divise sa représentation par quatre à la chambre basse, et la mise en avant de discours conservateurs et nationalistes en matière de politique étrangère qui ont fait le succès, dans une certaine mesure, du PLD de Shinzō Abe et d'une « troisième force » incarnée par l'Association pour la restauration du Japon de Shintarō Ishihara.

## Contexte
En juillet 2012, le Premier ministre, Yoshihiko Noda, parvient à trouver un accord avec l'opposition, dans le dessein de faire adopter un projet de loi fort controversé qui permettrait une hausse conséquente de la taxe sur la consommation. En échange, l'opposition, menée par l'ancien ministre des Finances Sadakazu Tanigaki, président du PLD, obtenait la garantie de l'organisation d'élections législatives anticipées.
La dissolution de la Chambre des représentants a été promise le 14 novembre 2012 lors d'un débat entre le Premier ministre Yoshihiko Noda et le chef de l'opposition, Shinzō Abe, en échange d'une promesse de vote de lois pour l'émission d'obligations d’État et une réforme électorale. Celles-ci étant adoptées le 16 novembre, le président de la Chambre des représentants, Takahiro Yokomichi, lit le même jour en séance la lettre de l'empereur annonçant la dissolution.

## Système électoral

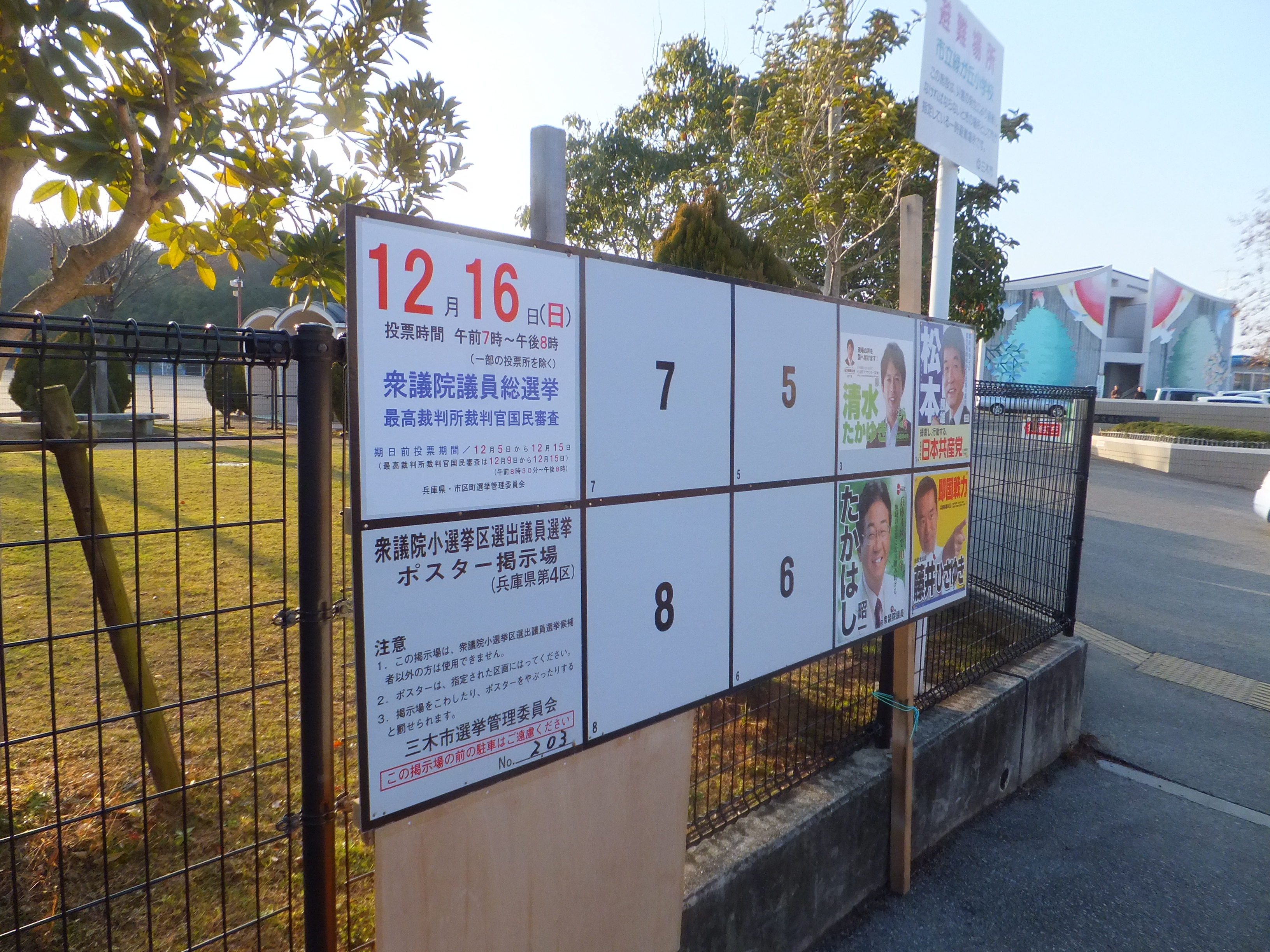
Panneau d'affichage des candidats dans le 4e district de la préfecture de Hyōgo

Les députés japonais sont élus pour quatre ans au suffrage universel direct via un système mixte parallèle déséquilibré. 300 députés sont élus au scrutin uninominal majoritaire à un tour dans des circonscriptions (ou districts électoraux) divisant les préfectures du Japon (allant de deux circonscriptions pour les préfectures de Tottori et de Shimane, à 25 pour Tokyo), et les 180 restant le sont à la représentation proportionnelle dans le cadre de onze grands blocs législatifs correspondant aux régions traditionnelles japonaises. Tout Japonais de plus de 20 ans et jouissant de ses droits civiques peut participer au vote. L'âge minimum pour se porter candidat est de 25 ans.
Les deux modes de répartition des sièges font l'objet d'un vote séparé : les électeurs votent en même temps pour un candidat au scrutin uninominal majoritaire à un tour et pour une liste de candidat au scrutin proportionnel. Un même candidat peut se présenter aux deux types d'élections. L'ordre d'élection sur une liste est déterminée au moment de sa présentation pour ceux uniquement candidats à ce mode de scrutin, sinon en fonction de l'écart de voix par lequel ils ont été battus au vote majoritaire (ceux qui ont perdu avec quelques voix d'écarts seulement sont prioritaires pour être élus à la proportionnelle si leur liste a réuni assez de votes pour avoir des sièges).

## Campagnes

### Une majorité sortante de centre gauche en difficulté
La majorité sortante, composée du Parti démocrate du Japon (PDJ), présidé par le Premier ministre Yoshihiko Noda depuis 2011, et du Nouveau parti du peuple (NPP), dirigé depuis 2012 par Shōzaburō Jimi (ancien ministre d'État aux services financiers et à la réforme postale de 2010 à 2012), souffre d'une impopularité assez importante. Parmi les principales faiblesses citées dans l'opinion publique, d'après les médias et les observateurs politiques, reviennent : 
- le maintien d'une certaine instabilité à la tête de l'État (avec trois Premiers ministres en trois ans de gouvernement : Yukio Hatoyama, Naoto Kan et Yoshihiko Noda, tous étant descendu en fin de mandat à des taux de satisfaction inférieurs à 25 % dans les enquêtes d'opinion, ils succédaient eux aussi à trois chefs de gouvernement libéraux-démocrates connus en trois ans après 2006) ;
- l'abandon total ou partiel de certaines promesses de campagne de 2009 (comme l'impossibilité de faire déménager la base militaire américaine de Futenma ailleurs que dans la préfecture d'Okinawa, ce qui a provoqué le départ de la coalition au pouvoir du Parti social-démocrate en 2010, ou encore, à la suite de la catastrophe de 2011, les projets de baisser l'impôt sur les sociétés, de rendre gratuits les autoroutes[5], ou l'extension des aides à l'éducation des enfants, créées à hauteur de 13 000 yens par mois pour chaque enfant scolarisé jusqu'au collège à partir de 2010 et qui devaient être doublées[6]) ;
- la gestion contestée des conséquences du séisme de 2011 de la côte Pacifique du Tōhoku (le tsunami et l'accident nucléaire de Fukushima), des médias (surtout conservateurs) attaquant dès le 13 mars 2011 Naoto Kan et son équipe gouvernementale pour sa vitesse de réaction et sur sa communication autour des accidents nucléaires de Fukushima[7],[8]. Par la suite, l'approbation par le gouvernement Noda le 13 avril 2012 du plan de réactivation des unités 3 et 4 de la centrale d'Ōi dans la préfecture de Fukui, opérée par la Kansai Electric Power Company (KEPCO), estimant qu'elles répondaient aux nouveaux standards de sécurité[9], rencontre une vive opposition de grands médias nationaux (le Mainichi Shimbun écrit alors : « Il est difficile de comprendre pourquoi le gouvernement a tellement hâte de redémarrer les réacteurs », tandis que l’Asahi Shimbun critique « l'inconstance » du gouvernement), des associations et ONG écologistes (un militant de Greenpeace Japon, Wakao Hanaoka, estime que : « Des études indépendantes montrent qu'il n'y aura pas de pénurie d'énergie »)[10],[11] et d'élus locaux (surtout du maire d'Osaka, Tōru Hashimoto, qui dispose d'un poids politique important dans la région du Kansai et valeur montante sur le plan national)[12]. Le réacteur 3 est finalement remis en service le 1er juillet 2012 ;
- l'adoption de certaines mesures plutôt impopulaires ou controversées, qui ont provoqué une rupture au sein du parti avec de nombreuses défections, en particulier concernant le projet d'adhérer aux négociations du partenariat économique stratégique Trans-Pacifique dit TPP ou celui de doublement progressif d'ici 2015 de la taxe sur la consommation, projet lancé en 2011 par Naoto Kan puis concrétisé par Yoshihiko Noda grâce au soutien des deux principales formations de l'opposition, le Parti libéral-démocrate et le Nouveau Kōmeitō. À la suite du vote de cette réforme à la Chambre des représentants le 26 juin 2012, pas moins de 75 parlementaires ont quitté le PDJ, lui faisant perdre la majorité absolue qu'il détenait à partir de 2009, tandis qu'en avril 2 membres de la Diète avaient déjà quitté le NPP (dont son président Shizuka Kamei). La principale de ces dissidences reste celle d'Ichirō Ozawa, chef de l'opposition interne à Naoto Kan et Yoshihiko Noda depuis 2010 et partisan d'un respect à la lettre du programme de 2009, qui emmène avec lui 48 autres parlementaires (36 autres députés et 12 conseillers) pour créer Priorité à la vie du peuple (PVP) le 11 juillet 2012. D'autres rejoignent l'Association pour la restauration du Japon (ARJ) du maire d'Osaka Tōru Hashimoto, le Genzei Nippon du maire de Nagoya Takashi Kawamura ou créent des petits partis en s'associant avec les dissidents du NPP (Masahiko Yamada et Shizuka Kamei crée un éphémère « Parti anti-TPP, anti-taxe et anti-nucléaire » qui s'allie rapidement avec le Genzei Nippon, quatre femmes de la Chambre des conseillers rejointes ensuite par trois députés créent le Vent vert).

Yoshihiko Noda est ainsi devancé dans les sondages par le nouveau président du PLD, Shinzō Abe, en termes de préférence des personnes interrogées pour devenir le prochain Premier ministre, et son parti est également en situation difficile dans les enquêtes d'opinions et est parfois devancé par l'ARJ désormais dirigée nationalement par l'ancien gouverneur de Tōkyō Shintarō Ishihara. Néanmoins, son retard est loin, à chaque fois, d'être important (voir la section sur les sondages).
Le PDJ prend pour slogan « Du mouvement, la détermination » (動かすのは、決断, Ugokasu no ha, ketsudan) et « Responsabilité pour aujourd'hui et pour demain » (今と未来への責任, Ima to mirai he no sekinin), et met en avant lors de la campagne son projet de participation rapide du Japon aux négociations du TPP (position que Yoshihiko Noda rappelle lors d'une rencontre avec le président américain Barack Obama à Phnom Penh le 20 novembre 2012),,, la mise en place du plan envisagé par son administration pour une sortie du nucléaire civil d'ici aux années 2030 et l'adoption d'un important budget supplémentaire en 2013 (en matière de lutte contre les effets de la déflation, pour la stimulation de l'économie et la reconstruction du Tōhoku, alors que le gouvernement a adopté le 30 novembre 2012 un nouveau plan de relance, dont la préparation a été annoncée en octobre, de 880 milliards de yens ou 10,7 milliards de dollars américains, surtout dans les domaines de la santé, de l'agriculture ou pour financer des travaux publics dans les régions sinistrées de la catastrophe de 2011). De plus, concernant la déflation, il critique activement le projet mis en avant par Shinzō Abe et le PLD basé essentiellement sur des mesures de politique monétaire en imposant à la Banque du Japon (BoJ) un certain nombre de contraintes. Yoshihiko Noda estime ainsi l'objectif d'une inflation à 1 % fixé par la BoJ en février précédent plus « réaliste » et « acceptable » que les 2 ou 3 % demandés par les libéraux-démocrates, et s'oppose à leur proposition de pousser l'institution monétaire à acheter des obligations au gouvernement pour financer des grands travaux, déclarant à ce sujet : « Faire financer la dette publique par la BoJ est inapproprié. Je n'adopterai pas une telle politique ». Enfin, sur le plan de la politique étrangère, présenté par les médias comme le point faible de Noda, celui-ci tend à se démarquer vivement de Abe, qui a fait des questions de sécurité et diplomatiques un de ses chevaux de bataille avec un discours de fermeté voir de nationalisme. Il présente le PDJ comme le parti de la « diplomatie » et de la « défense raisonnable » face aux positions libérales-démocrates jugées « dangereuses ». Concernant le conflit territorial avec la république populaire de Chine pour les îles Senkaku, il déclare : « Il y a des problèmes concernant la souveraineté, les territoires et les eaux territoriales, mais nous devons rester sur la voie pacifique que nous avons suivi depuis la Seconde Guerre mondiale. [...] Dans le même temps, nous devons répondre de manière apaisée, pragmatique et stratégique ».
Concernant les candidatures démocrates, Yoshihiko Noda a annoncé qu'il ne ferait « aucune exception » concernant l'interdiction fixée par le parti de présenter des « candidats héréditaires ». Pour lutter contre les dissidences, il demande de signer un document promettant de soutenir les politiques du parti pour obtenir l'investiture. L'ancien Premier ministre, Yukio Hatoyama, lui-même un « député héréditaire » et suspendu des instances dirigeantes du PDJ pour avoir voté contre la réforme fiscale et de la sécurité sociale, déclare le 21 novembre 2012 qu'il n'a pas voulu signer ce document et qu'il renonce à se présenter aux élections législatives du 16 décembre suivant, annonçant de ce fait son retrait de la vie politique.

### Le faible avantage de l'opposition de centre droit

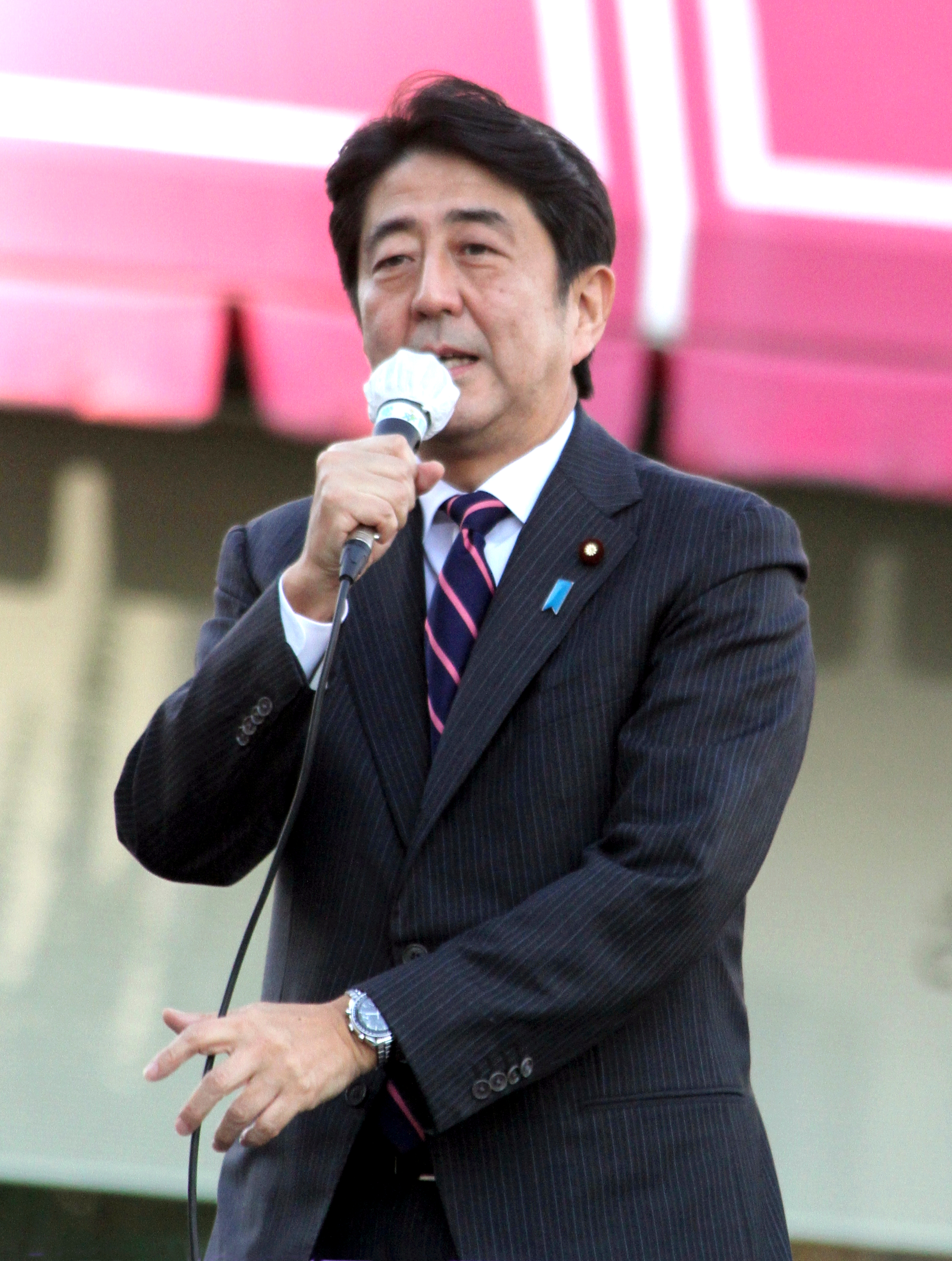
Shinzō Abe en campagne pour la présidence du PLD, le 16 septembre 2012.

Le Parti libéral-démocrate (PLD), principale force d'opposition depuis 2009 et ancien parti dominant de la vie politique japonaise qui a gouverné sans discontinuer de sa création en 1955 à 1993 et de 1994 à 2009, a changé de direction le 26 septembre 2012, alors que la dissolution a déjà été promise par le Premier ministre sans être encore annoncée. Shinzō Abe, qui fut déjà Premier ministre de 2006 à 2007 et considéré comme l'un des principaux représentants de l'aile droite conservatrice et nationaliste du parti, retrouve alors la présidence du PLD. Comme l'avait fait son prédécesseur Sadakazu Tanigaki avant lui, il fait voter son parti en faveur de certains textes de loi présentés par le PDJ le 16 novembre 2012 (dont une autorisant l'émission d'obligations nécessaire pour financer le budget 2012), obtenant en échange du Premier ministre la dissolution le jour même de la Chambre des représentants et la tenue d'élections anticipées le 16 décembre suivant.
Il fait figure de favori dans les sondages, étant lui-même préféré régulièrement à Yoshihiko Noda mais aussi aux autres figures montantes de la campagne, telles l'ancien gouverneur de Tōkyō Shintarō Ishihara, pour devenir le prochain Premier ministre, tandis que son parti reste en tête dans les enquêtes d'opinions. Néanmoins, son avance est loin, à chaque fois, d'être importante. Ainsi sa cote de soutien personnelle oscille entre 28 % et 37 %, tandis que le PLD attire entre 18,4 % des personnes interrogés et 25 % (voir la section sur les sondages). Ainsi, le grand parti du centre droit japonais bénéficie surtout de l'impopularité de la majorité sortante sans réussir véritablement à rassembler de nouveau, et a connu lui aussi depuis 2009 son lot de dissidences qui ont abouti, entre autres, à la création du Parti de l'aube du Japon ou du Nouveau parti de la réforme, ou encore à renforcer l'ARJ.
Le PLD prend pour slogan « Remettre sur pied le Japon » (日本を取り戻す, Nippon o torimodosu), et mène campagne essentiellement sur les questions de sécurité et de politique étrangère, qui restent les principaux chevaux de bataille de Shinzō Abe et le font une nouvelle fois présenter dans les médias nationaux ou internationaux comme un « faucon » : il place la relation nippo-américaine au centre de son projet de politique étrangère (promettant de réserver son premier déplacement officiel à l'étranger, si son parti obtenait la majorité, aux États-Unis), relance son objectif ancien de révision de la Constitution du Japon afin de reconnaître le statut d'« armée conventionnelle » aux Forces japonaises d'autodéfense, envisage d'augmenter le budget de la défense et prône une attitude ferme dans les conflits territoriaux opposant le Japon à ses voisins, surtout avec la république populaire de Chine sur les îles Senkaku. Après avoir inclus dans son programme, présenté au public le 21 novembre 2012, d'installer une présence permanente d'officiels gouvernementaux dans l'archipel, il propose ensuite, lors d'un discours à Tōkyō le 29 novembre 2012, d'utiliser d'anciens navires de la Force maritime d'autodéfense pour aider les garde-côtes japonais à « défendre » les îlots et empêcher toute venue de navires chinois dans leurs eaux territoriales. Sur le plan économique, il place sa priorité dans la lutte contre la déflation (se réservant même la possibilité de revenir sur la hausse de la taxe sur la consommation, pourtant votée en 2012 avec l'aval du PLD, si la tendance n'est pas rapidement inversée en la matière). Son plan, présenté le 15 novembre 2012, repose essentiellement sur des mesures de politique monétaire et adopte à ce sujet un discours ferme à l'égard de la Banque du Japon, qu'il veut pousser à adopter un objectif chiffré d'inflation à 2 ou 3 %, à mener un assouplissement quantitatif illimité, à fixer des taux d'intérêt à court terme négatifs et à acheter directement au gouvernement central des obligations pour financer les travaux publics (le programme du PLD prévoyant également de dépenser 200 billions de yens dans des grands travaux en dix ans dans le but de rendre le pays mieux équipé face aux catastrophes naturelles, revenant ici sur l'un des piliers de la politique économique menées par le PLD depuis les années 1960, à savoir « l'État construction », très critiqué par le PDJ). Si les marchés ont réagi favorablement immédiatement après ces annonces (les cours à la bourse de Tōkyō ont augmenté et le yen a perdu de la valeur face au dollar américain), le Japan Times estiment ces mesures « irréalistes » (pour l'objectif de 2 à 3 % d'inflation, ce terme est repris par le gouverneur de la Banque du Japon, Masaaki Shirakawa, ferme défenseur de l'indépendance de son institution et hostile à tout retour à une politique chiffrée) ou « dangereuses [...] pour la discipline budgétaire » (pour le projet d'obliger la Banque du Japon à acheter des bons de construction au gouvernement), et qu'elles « causeraient des effets collatéraux tels que des hausses des taux d'intérêt à long terme et une inflation qui ne serait pas accompagnée par des activités économiques stimulées ». L'économiste Izuru Kato, de l'institut Totan Research, déclare pour sa part, concernant des taux d'intérêt à court terme négatifs : « Je ne vois aucune chance pour que cela soit retenu ». Sur les autres thèmes principaux de la campagne, il se déclare favorable à une adhésion du Japon au processus de négociation du TPP, un des chevaux de bataille de Yoshihiko Noda et du PDJ, mais en y incluant une discussion au cas par cas afin de maintenir des « sanctuaires » et donc des tarifs de protection pour certaines gammes de produits jugés sensibles (notamment agricoles). Sur le plan de l'énergie nucléaire et de son éventuelle sortie (demandée, d'après de nombreux sondages, par une majorité de Japonais marqués par la catastrophe de Fukushima), Shinzō Abe juge le but fixé par Yoshihiko Noda de « zéro nucléaire » d'ici aux années 2030 d'« extrêmement irresponsable » et affirme que le PLD, en cas de retour au pouvoir, « agira avec responsabilité pour relancer les opérations des réacteurs suspendus une fois leur sûreté établie ». Il prévoit toutefois de réduire progressivement la dépendance énergétique du Japon à l'égard du nucléaire sur le long terme au profit d'un investissement dans les énergies renouvelables.
Le PLD continue sa coopération électorale avec le Nouveau Kōmeitō, son allié traditionnel depuis 1999 et toujours présidé depuis 2009 par le conseiller Natsuo Yamaguchi. Ce parti centriste, toujours lié à l'organisation bouddhiste de Nichiren Sōka Gakkai, met l'accent dans son programme sur les questions sociales et économiques, tout en se démarquant (comme toujours) avec le PLD sur la constitution (dont il veut maintenir l'interprétation pacifiste), le vote des étrangers aux élections locales (sans inclure ce projet traditionnel du mouvement dans son programme) ou le nucléaire (demandant pour sa part une sortie explicite, sans donner toutefois d'échéance finale).

### Les « Troisièmes forces »
À côté de ces grands blocs, les petits partis, pour la plupart de création récente soit par des poids lourds dissidents des précédents (Ichirō Ozawa ou Masahiko Yamada du PDJ et Shizuka Kamei du NPP et en 2005 du PLD, Takeo Hiranuma du PLD également en 2005, ou encore, plus récemment issus de ce parti de droite, Yoshimi Watanabe ou Yōichi Masuzoe) ou des figures locales ayant acquis une réputation nationale de réformateurs et d'anticonformistes (le maire d'Osaka Tōru Hashimoto, l'ancien gouverneur de Tōkyō Shintarō Ishihara, le maire de Nagoya Takashi Kawamura ou la gouverneure de la préfecture de Shiga Yukiko Kada), tentent d'attirer la part importante d'électeurs indécis, à la fois déçus du PDJ et toujours méfiants à l'égard du PLD. Ainsi, une importante activité de recomposition, d'alliances ou d'unions a lieu après l'annonce de la dissolution dans le but de constituer une « troisième force » ou « troisième pôle » (第三極, Daisan kikku) capable de concurrencer les deux forces principales de la vie politique japonaise. Deux groupes rivaux, très critiques l'un envers l'autre, se constituent bientôt, l'un à droite, l'autre à gauche :
- à droite, l'Association pour la restauration du Japon (ARJ), troisième voire parfois deuxième dans les sondages et de forte implantation dans les zones urbaines (surtout dans les deux plus grandes agglomérations du pays, le Grand Tōkyō et la conurbation Keihanshin), menée par Shintarō Ishihara et Tōru Hashimoto, favorable à une réforme du secteur énergétique sans sortie du nucléaire civil, à une adhésion aux discussions du TPP, à un discours de fermeté en politique étrangère (surtout contre la république populaire de Chine) et à une très forte décentralisation devant arriver à une forme de fédéralisme. Ce parti est fondé le 28 septembre 2012 sur la base de l'« Association pour la restauration d'Osaka » elle-même créée en 2010 pour soutenir l'action du gouverneur de la préfecture d'Osaka, devenu en 2011 maire d'Osaka, Tōru Hashimoto. Elle est d'abord dirigée par ce dernier et son successeur au poste de gouverneur d'Osaka, Ichirō Matsui. Le 17 novembre 2012, Hashimoto et l'ancien gouverneur de Tokyo Shintarō Ishihara annoncent la fusion entre l'Association pour la restauration du Japon et le Parti de l'aube, fusion qui, espèrent-ils, leur permettra de devenir la 3e force politique lors des élections législatives japonaises de 2012. Portée par de bons sondages depuis sa création, l'ARJ attire rapidement plusieurs parlementaires du PDJ, du PLD ou d'une autre formation de centre droit, créée en 2010 par des libéraux-démocrates partisans de profondes réformes de type libérales, Votre Parti de Yoshimi Watanabe. Puis une fusion avec le Parti de l'aube, mouvement conservateur et nationaliste de Shintarō Ishihara, est annoncée lors d'une conférence de presse commune entre ce dernier, Tōru Hashimoto et Ichirō Matsui, à Osaka, le 17 décembre 2012. Cette union surprend les observateurs, d'abord parce que Ishihara semblait plutôt s'orienter vers l'alliance avec un autre mouvement créé pour soutenir sur le plan national l'action d'un autre maire de grande-ville, le Genzei Nippon du premier magistrat de Nagoya Takashi Nakamura, un projet d'alliance qui avait été critiqué par Tōru Hashimoto. Ensuite, il est noté dans les médias les fortes divergences existant entre les deux hommes et leur mouvement, sur des points apparaissant pourtant comme les principaux thèmes de la campagne : le nucléaire (Tōru Hashimoto apparaît depuis 2010 comme l'un des plus fermes partisans d'une sortie totale et rapide, d'ici aux années 2030, alors qu'au contraire Ishihara veut plutôt soutenir l'industrie nucléaire) et le TPP (le maire d'Osaka, libre-échangiste, soutient l'adhésion du Japon aux négociations sur ce partenariat commercial de la zone Asie-Pacifique, alors que l'ancien gouverneur de Tokyo, suivant une position assez répandue parmi les conservateurs japonais, s'y oppose par crainte que cela ne déstabilise l'agriculture nippone). Un compromis a dû être trouvé : le jour de la fusion, il est décidé que cette nouvelle ARJ défendrait la poursuite des négociations pour rejoindre le TPP tout en restant vigilant à préserver « l'intérêt national », et d'un autre côté l'objectif clairement annoncé et daté d'une sortie du nucléaire est abandonné au profit d'un projet de dérégulation du secteur de l'énergie. Les points d'accord entre ces deux hommes restent une certaine forme de populisme, le style (passant par une communication directe, voire offensive, concernant la politique étrangère ou l'idée de nation) et la défense de réformes structurelles allant dans le sens du libéralisme économique, axées sur la critique de l'administration nationale et sur la promotion d'une profonde décentralisation[30]. L'ARJ entame également des négociations pour éviter au maximum des candidatures concurrentes avec Votre Parti, puis lui propose de fusionner le 23 novembre 2012[31], ce qui aboutit à un échec puisque Yoshimi Watanabe refuse de se fondre dans le parti d'Ishihara (surtout en raison de sa position sur le nucléaire, Votre Parti prônant une sortie)[32].
- À gauche, le Parti du futur du Japon (PFJ) né le 28 novembre 2012 sur l'initiative du gouverneur de la préfecture de Shiga, connue pour ses positions environnementalistes et féministes, Yukiko Kada et rejoint immédiatement par plusieurs formations dont Priorité à la vie du peuple d'Ichirō Ozawa (qui lui apporte l'essentiel de ses parlementaires), le Genzei Nippon - Parti anti-TPP, anti-nucléaire (lui-même créé le 22 novembre 2012 par fusion entre le Genzei Nippon et le Parti anti-TPP, anti-taxe et anti-nucléaire) de Masahiko Yamada, Shizuka Kamei et Takashi Kawamura, les 3 députés du Vent vert ou une députée dissidente du Parti social-démocrate, Tomoko Abe. Il constitue un pôle anti-nucléaire (promettant une sortie dès 2022 avec en parallèle une promotion active des énergies renouvelables), anti-hausse de la taxe sur la consommation et anti-TPP, tout en reprenant dans son programme une grande partie des promesses faites par le PDJ en 2009 (à savoir, notamment, la hausse des allocations à l'éducation des enfants à 26 000 yens par mois et par enfant scolarisé jusqu'au collège, la mise en place d'aides aux revenus des agriculteurs, la lutte contre la « bureaucratie » par l'abolition, entre autres, de l’amakudari). Le Vrai parti démocrate - Daichi (VPD-Daichi, déjà allié au PVP d'Ozawa, faisait partie de la majorité jusqu'en 2011, surtout implanté à Hokkaidō) de Muneo Suzuki[33],[34], le Parti social-démocrate (PSD, dans la coalition gouvernementale de 2009 à 2010) de Mizuho Fukushima[35] ont annoncé leur coopération électorale avec le PFJ. Des négociations ont également été lancées avec Votre Parti, malgré des positions différentes sur le TPP[32]. Les premiers sondages après la création du parti font état d'une base électorale plus faible que l'ARJ, à hauteur de 5 %.

## Candidats
| Parti                                          | Président (Circonscription)                            | Image        | Slogan | Nb de sortants au début de campagne | Nb de Candidats (Nb de Candidates) | Nb de Candidats par type d'élection | Nb de Candidats par type d'élection | Nb de Candidats par type d'élection |
| Parti                                          | Président (Circonscription)                            | Image        | Slogan | Nb de sortants au début de campagne | Nb de Candidats (Nb de Candidates) | Majoritaire uninominal              | Proportionnelle (total)             | Proportionnelle uniquement          |
| ---------------------------------------------- | ------------------------------------------------------ | ------------ | --- | ----------------------------------- | ---------------------------------- | ----------------------------------- | ----------------------------------- | ----------------------------------- |
| Parti démocrate du Japon                       | Yoshihiko Noda Chiba (4e)                              |              | « Du mouvement, la détermination » 動かすのは、決断 SUgokasu no ha, ketsudan                                                      | 230                                 | 267 (37)                           | 264                                 | 267                                 | 3                                   |
| Nouveau parti du peuple                        | Shōzaburō Jimi (Non cand., Conseiller)                 |              | « Relance du Japon ! » 日本再起動 Nihon saikidō                                                                                   | 2                                   | 3 (0)                              | 2                                   | 1                                   | 1                                   |
|                                                |                                                        |              | |                                     |                                    |                                     |                                     |                                     |
| Parti libéral-démocrate                        | Shinzō Abe Yamaguchi (4e)                              |              | « Remettre sur pied le Japon » 日本を取り戻す Nippon o torimodosu                                                                 | 118                                 | 337 (27)                           | 288                                 | 326                                 | 49                                  |
| Nouveau Kōmeitō                                | Natsuo Yamaguchi (Non cand., Conseiller)               |              | « Reconstruction du Japon » 日本再建 Nippon saiken                                                                                | 21                                  | 54 (4)                             | 9                                   | 45                                  | 45                                  |
| Nouveau parti de la réforme                    | Yōichi Masuzoe (Non cand., Conseiller)                 |              | « Vers un Japon de rang mondial » 世界に誇れる日本へ Sekai ni hokoreru Nippon he                                                  | 0                                   | 2 (0)                              | 0                                   | 2                                   | 2                                   |
|                                                |                                                        |              | |                                     |                                    |                                     |                                     |                                     |
| Parti du futur du Japon                        | Yukiko Kada (Non cand., Gouverneur de Shiga)           |              | « “Arrêt du nucléaire” et “Moins d'impôts” » 「卒原発」も「脱増税」も "Sotsu genpatsu" mo "Datsu zōzei" mo                        | 62                                  | 121 (28)                           | 111                                 | 119                                 | 10                                  |
| Parti social-démocrate                         | Mizuho Fukushima Non cand. (Conseillère)               |              | « Reconstruction du style de vie » 生活再建 Seikatsu saiken                                                                       | 5                                   | 33 (6)                             | 23                                  | 33                                  | 10                                  |
| Vrai parti démocrate - Daichi                  | Muneo Suzuki (Non cand., inéligible)                   |              | « Du Nord ! Du Sud ! Faire revivre le Japon » 北から！南から！日本を再興します！ Kita kara ! Minami kara ! Nippon o saikō shimasu | 3                                   | 7 (2)                              | 7                                   | 7                                   | 0                                   |
|                                                |                                                        |              | |                                     |                                    |                                     |                                     |                                     |
| Association pour la restauration du Japon      | Shintarō Ishihara Tōkyō (Prop.)                        |              | « Renforcer avec sagesse le Japon » 日本を賢く強くする Nippon o kenku tsuyokusuru                                                 | 11                                  | 172 (12)                           | 151                                 | 172                                 | 21                                  |
|                                                |                                                        |              | |                                     |                                    |                                     |                                     |                                     |
| Parti communiste japonais                      | Kazuo Shii Sud Kantō (Prop.)                           |              | « Proposer, agir » 提案し、行動する Teian shi, kōdō suru                                                                          | 9                                   | 322 (80)                           | 299                                 | 35                                  | 23                                  |
|                                                |                                                        |              | |                                     |                                    |                                     |                                     |                                     |
| Votre Parti                                    | Yoshimi Watanabe Tochigi (3e)                          |              | « Le combat de la réforme » 闘う改革 Tataka u kaikaku                                                                             | 8                                   | 69 (3)                             | 65                                  | 68                                  | 4                                   |
| Nouveau parti Nippon                           | Yasuo Tanaka Hyōgo (8e)                                |              | « Pour Amagasaki. Pour le Japon. » 尼崎のために。日本のために。 Amagasaki no tameni. Nippon no tameni.                            | 1                                   | 1 (0)                              | 1                                   | 0                                   | 0                                   |
|                                                |                                                        |              | |                                     |                                    |                                     |                                     |                                     |
| Parti de la Réalisation de la Joie             | Shūgaku Tsuiki Kinki (Prop.)                           |              | « Japon, fais attention ! » 日本、危うし！ Nihon, ayaushi !                                                                       | 0                                   | 62 (20)                            | 20                                  | 42                                  | 42                                  |
| Parti Ainu                                     | Shirō Kayano (Non cand.) Naomi Shimazaki Hokkaidō (9e) |              | | 0                                   | 1 (1)                              | 1                                   | 0                                   | 0                                   |
| Parti de l'évidence                            | Keiko Arita Chiba (10e)                                |              | | 0                                   | 1 (1)                              | 1                                   | 0                                   | 0                                   |
| Parti de l'euthanasie                          | Hidemitsu Sano Tōkyō (4e)                              |              | Créer un système d'euthanasie au Japon 日本でも安楽死制度の創設で Nippon demo anrakushi seido no sōsetsu de                       | 0                                   | 1 (0)                              | 1                                   | 0                                   | 0                                   |
| Parti de la Communauté économique mondiale     | Mitsuo Matayoshi Tōkyō (1er)                           |              | | 0                                   | 1 (0)                              | 1                                   | 0                                   | 0                                   |
| Comité de restauration du Japon du XXIe siècle | Masaru Nakamura Osaka (1er)                            |              | | 0                                   | 1 (0)                              | 1                                   | 0                                   | 0                                   |
|                                                |                                                        |              | |                                     |                                    |                                     |                                     |                                     |
| Indépendants                                   | Indépendants                                           | Indépendants | Indépendants | 8                                   | 49 (4)                             | 49                                  | -                                   | -                                   |
| Total                                          | Total                                                  | Total        | Total | 479                                 | 1 504 (225)                        | 1 294                               | 1 117                               | 210                                 |

## Sondages

### Cote de popularité du gouvernement (2009-2012)
| Évolution des sondages depuis 2009 |
| --- |
| |
| - Parti démocrate du Japon - Parti libéral-démocrate - Nouveau Kōmeitō - Parti communiste japonais - Parti social-démocrate - Votre Parti - Autres - Indépendants |
| Évolution des taux de satisfaction (bleu)/d'insatisfaction (rouge) du gouvernement japonais                                                                       |
| |

### Sondages pré-électoraux

#### Par parti
| Source                | Date(s)                 | Indécis |        |        |        |       |     |     |     |     |       |
| Source                | Date(s)                 | Indécis | PDJ    | PLD    | PRJ    | NK    | PCJ | VP  | PSD | PVP | PFJ   |
| Asahi Shimbun         | 15–16 novembre 2012     | 44 %    | 16 %   | 23 %   | 6 %    | 3 %   | 2 % | 2 % | 1 % | 1 % | —     |
| Yomiuri Shimbun       | 16–17 novembre 2012     | 43 %    | 13 %   | 22 %   | 13 %   | —     | —   | —   | —   | —   | —     |
| Asahi Shimbun         | 17–18 novembre 2012     | 46 %    | 15 %   | 23 %   | 16 %   | 4 %   | —   | —   | —   | —   | —     |
| Kyodo News            | 17–18 novembre 2012     | 43 %    | 10,8 % | 23 %   | —      | —     | —   | —   | —   | —   | —     |
| Yomiuri Shimbun       | 23–25 novembre 2012     | —       | 10 %   | 25 %   | 14 %   | —     | —   | —   | —   | —   | —     |
| Kyodo News            | 24–25 novembre 2012     | —       | 8,4 %  | 18,7 % | 10,3 % | —     | —   | —   | —   | —   | —     |
| Asahi Shimbun         | 24–25 novembre 2012     | —       | 13 %   | 23 %   | 9 %    | —     | —   | —   | —   | —   | —     |
| Nikkei Business Daily | 28 novembre 2012        | —       | 13 %   | 23 %   | 15 %   | 4 %   | —   | —   | —   | —   | 5 %   |
| Kyodo News            | 1-2 décembre 2012       | —       | 9,3 %  | 18,4 % | 10,4 % | 4,8 % | —   | —   | —   | —   | 3,5 % |
| Asahi Shimbun         | 1-2 décembre 2012       | 41 %    | 15 %   | 20 %   | 9 %    | 4 %   | 3 % | 3 % | 1 % | —   | 3 %   |
| Yomiuri Shimbun       | 30 Nov.-2 décembre 2012 | 49 %    | 13 %   | 19 %   | 13 %   | —     | —   | —   | —   | —   | 5 %   |
| NHK                   | 7-9 décembre 2012       | —       | 10 %   | 21 %   | 11 %   | —     | —   | —   | —   | —   | —     |
| Yomiuri Shimbun       | 7-9 décembre 2012       | —       | 12 %   | 29 %   | 11 %   | —     | —   | —   | —   | —   | 3 %   |
| Asahi Shimbun         | 8-9 décembre 2012       | 43 %    | 14 %   | 22 %   | 8 %    | 5 %   | 4 % | 2 % | —   | —   | 2 %   |

#### Premier Ministre
| Source          | Date(s)                 |          |         |              |
| --------------- | ----------------------- | -------- | ------- | ------------ |
| Source          | Date(s)                 |          |         |              |
| Source          | Date(s)                 | Noda PDJ | Abe PLD | Ishihara ARJ |
| Asahi Shimbun   | 15–16 novembre 2012     | 31 %     | 33 %    | —            |
| Yomiuri Shimbun | 16–17 novembre 2012     | 31 %     | 37 %    | —            |
| Kyodo News      | 17–18 novembre 2012     | 32,1 %   | 35 %    | —            |
| Yomiuri Shimbun | 23–25 novembre 2012     | 19 %     | 29 %    | 22 %         |
| Kyodo News      | 24–25 novembre 2012     | 30 %     | 33,9 %  | —            |
| Yomiuri Shimbun | 30 Nov.-2 décembre 2012 | 21 %     | 28 %    | —            |
| NHK             | 7-9 décembre 2012       | 19 %     | 28 %    | —            |
| Kyodo News      | 8-9 décembre 2012       | 31 %     | 39 %    | —            |

## Résultats
| Coalition et partis                                                | Coalition et partis                                                              | Élections par circonscriptions | Élections par circonscriptions | Élections par circonscriptions | Élections par circonscriptions | Élections par circonscriptions | Élections proportionnelles | Élections proportionnelles | Élections proportionnelles | Élections proportionnelles | Élections proportionnelles | Total des sièges | +/-            | +/-                        |
| ------------------------------------------------------------------ | -------------------------------------------------------------------------------- | ------------------------------ | ------------------------------ | ------------------------------ | ------------------------------ | ------------------------------ | -------------------------- | -------------------------- | -------------------------- | -------------------------- | -------------------------- | ---------------- | -------------- | -------------------------- |
| Coalition et partis                                                | Coalition et partis                                                              | Voix                           | %                              | +/-                            | Sièges                         | +/-                            | Voix                       | %                          | +/-                        | Sièges                     | +/-                        | Total des sièges | Rapport à 2009 | Par rapport à Ch. sortante |
|                                                                    | Parti libéral démocrate (PLD) 自由民主党 Jiyū Minshutō                           | 25 643 309                     | 43,01                          | +4,33                          | 237                            | +173                           | 16 624 457                 | 27,62                      | +0,89                      | 57                         | +2                         | 294              | +175           | +176                       |
|                                                                    | Nouveau Komeitō (NK) 公明党 Kōmeitō                                              | 885 881                        | 1,49                           | +0,38                          | 9                              | +9                             | 7 116 474                  | 11,83                      | +0,38                      | 22                         | +1                         | 31               | +10            | +10                        |
|                                                                    | Club Kaikaku (CK) 改革クラブ Kaikaku Kurabu                                      | -                              | -                              | -                              | -                              | -                              | 134 781                    | 0,22                       | +0,14                      | 0                          | 0                          | 0                | 0              | 0                          |
|                                                                    | Opposition sortante de centre droit                                              | 26 529 190                     | 44,49                          | +4,65                          | 246                            | +182                           | 23 875 712                 | 39,67                      | +1,41                      | 79                         | +3                         | 325              | +185           | +186                       |
|                                                                    |                                                                                  |                                |                                |                                |                                |                                |                            |                            |                            |                            |                            |                  |                |                            |
|                                                                    | Parti démocrate du Japon (PDJ) 民主党 Minshutō                                   | 13 598 773                     | 22,81                          | -24,62                         | 27                             | -194                           | 9 268 653                  | 15,4                       | -27,01                     | 30                         | -57                        | 57               | -251           | -173                       |
|                                                                    | Nouveau parti du peuple (NPP) 国民新党 Kokumin Shintō                            | 117 185                        | 0,2                            | -0,84                          | 1                              | -2                             | 70 847                     | 0,12                       | -1,61                      | 0                          | 0                          | 1                | -2             | -1                         |
|                                                                    | Majorité sortante de centre gauche                                               | 13 715 958                     | 23                             | -25,47                         | 28                             | -196                           | 9 339 500                  | 15,52                      | -28,62                     | 30                         | -57                        | 58               | -253           | -174                       |
|                                                                    |                                                                                  |                                |                                |                                |                                |                                |                            |                            |                            |                            |                            |                  |                |                            |
|                                                                    | Association pour la restauration du Japon (ARJ) 日本維新の会 Nippon Ishin no Kai | 6 942 353                      | 11,64                          | +11,64                         | 14                             | +14                            | 12 262 228                 | 20,38                      | +20,38                     | 40                         | +40                        | 54               | +54            | +43                        |
|                                                                    |                                                                                  |                                |                                |                                |                                |                                |                            |                            |                            |                            |                            |                  |                |                            |
|                                                                    | Votre Parti (VP) みんなの党 Minna no Tō                                          | 2 807 244                      | 4,71                           | +3,84                          | 4                              | +2                             | 5 245 586                  | 8,72                       | +4,45                      | 14                         | +11                        | 18               | +13            | +10                        |
|                                                                    |                                                                                  |                                |                                |                                |                                |                                |                            |                            |                            |                            |                            |                  |                |                            |
|                                                                    | Parti du futur du Japon (PFJ) 日本未来の党 Nippon Mirai no Tō                    | 2 992 365                      | 5,02                           | +5,02                          | 2                              | +2                             | 3 423 915                  | 5,69                       | +5,69                      | 7                          | +7                         | 9                | +9             | -52                        |
|                                                                    | Parti social-démocrate (PSD) 社会民主党 Shakai Minshutō                          | 451 762                        | 0,76                           | -1,18                          | 1                              | -2                             | 1 420 790                  | 2,36                       | -1,91                      | 1                          | -3                         | 2                | -5             | -3                         |
|                                                                    | Vrai parti démocrate - Daichi (VPD) 大地・真民主党 Daichi - Jinminshutō          | 315 604                        | 0,53                           | +0,53                          | 0                              | 0                              | 346 848                    | 0,58                       | -0,04                      | 1                          | 0                          | 1                | 0              | -2                         |
|                                                                    | Troisième force de gauche                                                        | 3 759 731                      | 6,31                           | +4,37                          | 3                              | 0                              | 5 191 553                  | 8,63                       | +3,74                      | 9                          | +4                         | 12               | +4             | -58                        |
|                                                                    |                                                                                  |                                |                                |                                |                                |                                |                            |                            |                            |                            |                            |                  |                |                            |
|                                                                    | Parti communiste japonais (PCJ) 日本共産党 Nihon Kyōsantō                        | 4 700 289                      | 7,88                           | +3,66                          | 0                              | 0                              | 3 689 159                  | 6,13                       | -0,9                       | 8                          | -1                         | 8                | -1             | -1                         |
|                                                                    |                                                                                  |                                |                                |                                |                                |                                |                            |                            |                            |                            |                            |                  |                |                            |
|                                                                    | Nouveau parti Nippon (NPN) 新党日本 Shintō Nippon                                | 117 185                        | 0,2                            | -0,11                          | 0                              | -1                             | -                          | -                          | -                          | -                          | -                          | 0                | -1             | -1                         |
|                                                                    | Indépendants et autres                                                           | 1 109 102                      | 1,86                           | -2,48                          | 5                              | -1                             | 216 150                    | 0,36                       | -0,3                       | 0                          | 0                          | 5                | -1             | -4                         |
|                                                                    |                                                                                  |                                |                                |                                |                                |                                |                            |                            |                            |                            |                            |                  |                |                            |
| Total (participation vote majoritaire 59,32 %) (proportionnelle %) | Total (participation vote majoritaire 59,32 %) (proportionnelle %)               | 59 626 566                     | 100,0                          |                                | 300                            |                                | 60 179 888                 | 100,0                      |                            | 180                        |                            | 480              |                | +1 (Vacance)               |

## Analyses des résultats
C'est une lourde défaite pour la majorité sortante, le PDJ obtenant sa plus faible représentation depuis 1996 (il n'a que cinq députés de plus que le premier Parti démocrate à sa création le 11 septembre 1996). Certains poids lourds ne sont réélus que grâce à la proportionnelle (c'est le cas de l'ancien Premier ministre Naoto Kan à Tōkyō, du président sortant de la Chambre des représentants et chef de la faction des ex-sociaux-démocrates Takahiro Yokomichi à Hokkaidō ou encore l'ancien ministre de l'Agriculture, et autre figure de cette dernière faction, Hirotaka Akamatsu, dans la préfecture d'Aichi). Parmi les membres sortants du gouvernement, sont réélus dans leur circonscription les représentants du « PDJ de seconde génération » (qui rassemble les factions Noda, Maehara et Genba, ainsi que les partisans de Katsuya Okada) les plus hostiles à Ichirō Ozawa, à savoir le Premier ministre Yoshihiko Noda (57,28 % dans la 4e de Chiba), le vice-Premier ministre Katsuya Okada (64,11 % dans la 3e de Mie), le ministre des Affaires étrangères Kōichirō Genba (62,3 % dans la 3e de Fukushima), celui de l'Économie Yukio Edano (45,4 % dans la 5e de Saitama) et celui des Politiques nationales Seiji Maehara (49,35 % dans la 2e de Kyōto). De même, les figures de la direction du mouvement qui sont réélues sont aussi des membres de cette génération : le secrétaire général délégué Jun Azumi (57,9 % dans la 5e de Miyagi), le président du Comité de recherche politique Gōshi Hosono (59 % dans la 5e de Shizuoka) ou celui des Affaires de la Diète Kazunori Yamanoi (33,6 % dans la 6e de Kyōto).
Sont battus en revanche le ministre des Affaires intérieures Shinji Tarutoko et son prédécesseur Tatsuo Kawabata (par ailleurs chef de la faction des ex-PDS) ainsi que le Secrétaire général du Cabinet Osamu Fujimura, tous trois dans la région du Kansai (respectivement dans le 12e district d'Ōsaka, le 1er de Shiga et le 7e d'Ōsaka au vote majoritaire, ils ne sont pas réélus non plus à la proportionnelle), mais aussi le ministre sortant des Finances Kōriki Jōjima (dans le 10e de Kanagawa et le bloc du sud-Kantō), celle des Affaires étrangères Makiko Tanaka (dans son fief familial du 5e de Niggata mais aussi dans le bloc du Hoku-Shin'etsu), celui de la Santé Wakio Mitsui (dans le 2e d'Hokkaidō), le président de la Commission de sécurité publique Tadamasa Kodaira (dans le 10e d'Hokkaidō) et le ministre chargé des Services financiers Ikkō Nakatsuka (dans le 12e de Kanagawa et le bloc du sud-Kantō), soit 7 des 12 députés au sein du Cabinet sortant qui se représentaient. Le PDJ n'a plus aucune circonscription au vote majoritaire à Hokkaidō (qui a pourtant toujours été un point fort pour le parti, et où il avait gagné en 2009 11 des 12 districts) et à Kyūshū. Parmi les autres poids lourds démocrates qui ne sont pas réélus figure, par exemple, le vice-président et ancien Secrétaire général du Cabinet Yoshito Sengoku. Le NPP pour sa part ne fait que regagner la circonscription du défunt Tadahiro Matsushita (décédé le 10 septembre 2012), le 3e district de la préfecture de Kagoshima sur Kyūshū qu'il avait perdu au profit du PLD à l'occasion d'une élection partielle le 28 octobre précédent. Le candidat du petit parti à cette dernière, Takeshi Noma, obtient donc sa revanche lors de ces élections générales. Mais les deux députés sortants du Nouveau parti du peuple sont battus, dont le ministre sortant de la Privatisation postale et de la Prévention des catastrophes Mikio Shimoji dans le 1er district d'Okinawa. Yoshihiko Noda annonce le soir même sa démission de la présidence du PDJ, qualifiant la situation pour son parti d'« extrêmement grave ».
Cela se traduit en contrepartie par une importante victoire en nombre de sièges du PLD, qui obtient à lui seul la majorité absolue pour atteindre les 294 élus. Le vote majoritaire explique tout particulièrement cette victoire, avec 237 des 300 circonscriptions gagnées. Par contre, à la proportionnelle, le parti n'obtient que deux sièges de plus qu'en 2009, soit 57 sur les 180 à pourvoir. Les 31 élus du Nouveau Kōmeitō (retrouvant 9 circonscriptions au vote majoritaire alors qu'il les avait toutes perdues en 2009, il n'obtient qu'un député de plus à la proportionnelle) permettent à la coalition de centre droit, avec 325 représentants, de dépasser le seuil des 2/3 des membres de la chambre basse (soit 320 membres sur 480) nécessaires pour faire passer des textes même en cas d'avis contraire de la Chambre des conseillers, où il n'y a toujours pas de majorité. La forte abstention (avec 40,68 % d'électeurs ne s'étant pas déplacés pour voter, il s'agit du record depuis 1945), de dix points supérieure à celle de 2009, est analysée par les médias et analystes politiques comme le signe d'un vote sanction du PDJ sans espoir réel suscité néanmoins par les libéraux-démocrates. Takeshi Sasaki, professeur de sciences politiques à l'université Gakushūin, déclare, par exemple : « Les électeurs ne sont pas portés sur un nouveau choix, mais voulaient punir le PDJ ». Il ajoute que la victoire du PLD « ne signifie pas que les électeurs portent les mesures défendues par le parti en haute considération. Si vous interprétez le résultat de cette manière, ce serait une erreur ». Les cadres de la nouvelle majorité, y compris Abe, reconnaissent eux-mêmes cet état de fait au cours de la soirée électorale. Lors d'une apparition à la télévision, ce dernier a ainsi admis que les Japonais ne lui avaient pas donné une approbation à « 100 pour cent », mais qu'ils voulaient plutôt « mettre fin à trois années de chaos ». Il dit de plus que : « À moins de satisfaire les attentes des électeurs, leur soutien à notre égard disparaîtra. Avec ça en tête, nous devons garder un sens de tension [dans la gestion du gouvernement] ».
Pour ce qui est des « troisièmes forces », c'est véritablement l'Association pour la restauration du Japon (ARJ) qui décroche ce titre en talonnant de près les démocrates avec 54 députés (et les dépassant même à la proportionnelle, obtenant le deuxième meilleur score à ce mode de scrutin avec 40 élus). Pourtant, les dirigeants du parti, notamment Tōru Hashimoto et Ichirō Matsui, montrent leur déception de ne pas avoir atteint les 100 sièges un temps espéré, et se fixent pour objectifs de faire mieux lors du renouvellement de la moitié de la Chambre des conseillers prévu en juillet 2013. Le parti a surtout peiné au vote majoritaire : s'il démontre sa très forte implantation, comme attendu par ses fondateurs, dans la préfecture d'Osaka, y remportant 12 des 19 districts (tandis qu'à la proportionnelle dans le bloc du Kinki, sa liste arrive en tête avec 30,8 % des suffrages et 10 des 29 sièges à pourvoir), il ne réussit pas à prendre véritablement pied dans d'autres régions avec seulement deux autres circonscriptions gagnées (la 3e de la préfecture d'Okayama, le fief de Takeo Hiranuma où celui-ci est largement réélu, et la 4e de celle de Kumamoto où un autre sortant issu du Parti de l'aube, Hiroyuki Sonoda, conserve son siège). De plus, le ralliement de Shintarō Ishihara ne permet pas de gagner de circonscriptions à Tōkyō (même si la liste à la proportionnelle dans la préfecture menée directement par Ishihara obtient 19,9 % des suffrages et 3 sièges sur 17, soit 5 points et deux députés de moins que le PLD mais 4,5 points de plus pour autant d'élus que le PDJ). De plus, il n'a pas réussi à faire de Votre Parti son allié déclaré (celui-ci gagne 18 sièges, dont 14 de par ses listes à la proportionnelle qui s'opposaient donc à celles de l'ARJ). L’Ishin no kai affirme cependant vouloir coopérer avec la nouvelle majorité sur un certain nombre de points, tout particulièrement pour amender la Constitution ou la réforme éducative.
Le président de Votre Parti, Yoshimi Watanabe, a réaffirmé après le scrutin ne pas être dans l'optique d'une alliance à la Diète avec l'ARJ, notamment du fait du poids qu'il juge trop important en son sein des anciens membres du Parti de l'aube et de Shintarō Ishihara. Il estime en effet que l'Association pour la restauration du Japon « a deux commandants - Ishihara et Hashimoto - et leurs opinions sont totalement différentes. C'est impossible de former une alliance avec un tel parti ». Le secrétaire général de Votre Parti, Kenji Eda, précise d'autre part que leur mouvement pourrait coopérer avec la nouvelle majorité sur des questions telles que la révision de la loi sur la Banque du Japon pour mener une politique d'assouplissement monétaire ou la réforme du système de service public.
L'alliance anti-nucléaire et orientée vers la gauche organisée autour du PFJ de Yukiko Kada fait pour sa part une contre-performance. Le Mirai no tō ne gagne ainsi que deux circonscriptions, deux fiefs de vétérans qui ont rejoint ce parti : le 4e district de la préfecture d'Iwate d'Ichirō Ozawa et le 6e d'Hiroshima de Shizuka Kamei. Le fait que le Genzei Nippon soit une de ses composantes ne permet pas de réaliser une percée dans la préfecture d'Aichi, où le PFJ n'obtient aucun siège tandis que sa liste dans la région de Tōkai ne récolte que 7,16 % des voix et 1 siège, soit moins que le Kōmeitō et Votre Parti, et à peine plus que les 5,4 % du Parti communiste. Alors qu'il disposait, grâce aux dissidences issues du PDJ en 2012 derrière Ichirō Ozawa, d'un vivier de 62 sortant, le Parti du futur ressort du scrutin avec 9 députés en tout. Le PSD ne dispose désormais plus que de deux représentants, contre 5 dans l'assemblée sortante et 7 gagnés en 2009 : Kantoku Teruya conserve son 2e district de la préfecture d'Okinawa, tandis que Gen Kikkawa, un nouveau venu, est l'unique élu à la proportionnelle sur la liste de Kyūshū. Enfin, le Vrai parti démocrate - Daichi confirme sa sphère électorale très locale avec un seul député à la proportionnelle à Hokkaidō, le sortant élu en 2009 comme démocrate, Tomohiro Ishikawa. Yukiko Kada déclare le soir de l'élection : « C'est malheureux que je n'ai pas pu faire entendre les pleurs désespérés des électeurs pour mettre fin à l'énergie nucléaire. Mais je n'abandonnerais pas. Je vais aller de l'avant. [...] La priorité numéro un des électeurs lorsqu'ils ont déposé leurs bulletins était une économie stable et l'emploi, plutôt que la politique de l'énergie nucléaire ».
Enfin, le PCJ réalise une performance quelque peu similaires que lors des derniers scrutins, ne gagnant aucune circonscription au vote majoritaire (malgré davantage de candidats présentés à ce mode de scrutin qu'auparavant, soit dans 292 des 300 districts contre 152 en 2009, et une active campagne sur le terrain de Kazuo Shii, qui a été le chef de parti ayant parcouru le plus de distances à travers le Japon durant cette campagne), et perdant tout de moins un élu à la proportionnelle. Shii affirme que : « Notre politique en elle-même sert les intérêts du grand public. Nous devons booster les capacités de notre parti. L'élection à la Chambre des représentants a été menée à un moment où nous n'étions qu'à la moitié du chemin pour le renforcement de la force du parti ».